# Frieda Hodapp
Frieda Hodapp (née le 13 août 1880 à Bargen et décédée le 14 septembre 1949 à Bad Wiessee) est une pianiste allemande et élève de Max Reger. 

## Biographie
En tant qu'élève, elle étudie de 1887 à 1891 au conservatoire de Karlsruhe. De 1891 à 1898, elle étudie au conservatoire de Francfort-sur-le-Main. Après sa première apparition à Darmstadt en 1899, elle commence sa carrière en 1901 avec une tournée de concerts à Saint-Pétersbourg et à Moscou. Viennent ensuite une activité de concert étendue en Allemagne et dans presque tous les pays européens, en plus de l'enseignement. Après avoir abandonné sa carrière de concertiste en 1932, elle donne des classes de maître à Heidelberg à partir de 1934. Elle s’est mariée dans le premier mariage avec le professeur de musique germano-néerlandais James Kwast (1852-1927), puis dans un second mariage avec Otto Krebs, avec qui elle s’est mariée peu de temps avant sa mort en 1941. 

## Honneurs
Elle est "virtuose de la chambre de Großherzöglich Hessian". En 1898, elle reçoit le prix Mendelssohn à Berlin. 
James Kwast et Frieda Hodapp sont tous deux récipiendaires de l'Ordre des arts et des sciences du Mecklenbourg-Strelitz en or en 1912. 